# Dujardin Károly
Dujardin Károly Ferenc (Szatmár vármegye, 1719. november 20. – Pozsony, 1793. december 19.) esztergom-egyházmegyei katolikus pap.

## Élete
Eperjesen és Kassán járt gimnáziumba, a filozófiát Olomoucban végezte. Nagyszombatban egy évig tanult teológiát, majd 1744. október 24-én a Collegium Germanicum et Hungaricumba lépett, ahol teológiai doktorátust szerzett. 1747. április 5-én tért haza mint pap, majd Pozsonyban volt káplán. 1760-ban pozsonyi kanonok és monostori apát lett, 1790-ben pozsonyi prépost és főesperes.

## Művei
Megirta három kötetben a pozsonyi káptalan történetét, mely kéziratban maradt.